# Michail Kovalenko
Michail Vadimovič Kovalenko (in russo Михаил Вадимович Коваленко?; San Pietroburgo, 25 gennaio 1995) è un calciatore russo, difensore del P'yownik.

## Carriera
Il 4 luglio 2022 viene acquistato a titolo definitivo dalla società armena del P'yownik.

## Statistiche

### Presenze e reti nei club
Statistiche aggiornate al 27 luglio 2022.
| Stagione                     | Squadra                      | Campionato                   | Campionato | Campionato | Coppe nazionali | Coppe nazionali | Coppe nazionali | Coppe continentali | Coppe continentali | Coppe continentali | Altre coppe | Altre coppe | Altre coppe | Totale | Totale |
| Stagione                     | Squadra                      | Comp                         | Pres       | Reti       | Comp            | Pres            | Reti            | Comp               | Pres               | Reti               | Comp        | Pres        | Reti        | Pres   | Reti   |
| ---------------------------- | ---------------------------- | ---------------------------- | ---------- | ---------- | --------------- | --------------- | --------------- | ------------------ | ------------------ | ------------------ | ----------- | ----------- | ----------- | ------ | ------ |
| 2015-2016                    | Dinamo San Pietroburgo       | 2D                           | 24         | 0          | CR              | 1               | 0               |                    | -                  | -                  |             | -           | -           | 25     | 0      |
| 2016-2017                    | Dinamo San Pietroburgo       | 2D                           | 25         | 2          | CR              | 1               | 0               |                    | -                  | -                  |             | -           | -           | 26     | 2      |
| 2017-2018                    | Dinamo San Pietroburgo       | 1D                           | 13         | 0          | CR              | 2               | 0               |                    | -                  | -                  |             | -           | -           | 15     | 0      |
| Totale Dinamo S. Pietroburgo | Totale Dinamo S. Pietroburgo | Totale Dinamo S. Pietroburgo | 62         | 2          |                 | 4               | 0               |                    | -                  | -                  |             | -           | -           | 66     | 2      |
| ago. 2018                    | Soči                         | 1D                           | 1          | 0          | CR              | -               | -               |                    | -                  | -                  |             | -           | -           | 1      | 0      |
| 2018-2019                    | Tjumen'                      | 1D                           | 23         | 0          | CR              | 1               | 0               |                    | -                  | -                  |             | -           | -           | 24     | 0      |
| 2019-2020                    | Noah                         | BC                           | 19         | 2          | CA              | 3               | 1               |                    | -                  | -                  |             | -           | -           | 22     | 3      |
| 2020-2021                    | Noah                         | BC                           | 16         | 0          | CA              | 3               | 0               | UEL                | 1                  | 0                  | SA          | 1           | 0           | 21     | 0      |
| lug.-ago. 2021               | Noah                         | BC                           | 1          | 0          | CA              | -               | -               | UECL               | 2                  | 0                  |             | -           | -           | 3      | 0      |
| Totale Noah                  | Totale Noah                  | Totale Noah                  | 36         | 2          |                 | 6               | 1               |                    | 3                  | 0                  |             | 1           | 0           | 46     | 3      |
| feb.-giu. 2022               | Olimp-Dolgoprudnyj           | 1D                           | 12         | 0          | CR              | -               | -               |                    | -                  | -                  |             | -           | -           | 12     | 0      |
| 2022-2023                    | P'yownik                     | BC                           | 0          | 0          | CA              | 0               | 0               | UCL                | 4                  | 0                  | SA          | 0           | 0           | 4      | 0      |
| Totale carriera              | Totale carriera              | Totale carriera              | 134        | 4          |                 | 11              | 1               |                    | 7                  | 0                  |             | 1           | 0           | 153    | 5      |

## Palmarès

### Club

#### Competizioni nazionali
- Campionato armeno: 1

P'yownik: 2023-2024
- Coppa d'Armenia: 1

Noah: 2019-2020
- Supercoppa d'Armenia: 1

Noah: 2020